# Castillejo de Martín Viejo
Pour les articles homonymes, voir Martín.
Castillejo de Martín Viejo est une commune de la province de Salamanque dans la communauté autonome de Castille-et-León en Espagne.
Castillejo de Martín Viejo fait partie du groupement européen de coopération territoriale Duero-Douro.